# Laxsjö
Laxsjö est une paroisse suédoise située dans la commune de Krokom, dans le Comté de Jämtland. Laxsjö se trouve dans les Alpes scandinaves. Les premières mentions écrites du nom de Laxsjö remontent à  1646 et 1761 (« Laxsiön »).
Laxsjö est aussi une localité sur les bords du lac Laxsjön à environ 100 km d'Östersund. Jusqu'à 1952, Laxsjö a été chef-lieu de l'ancienne commune de Laxsjö.

## Localités
- Laxsjö
- Laxviken
- Storåbränna

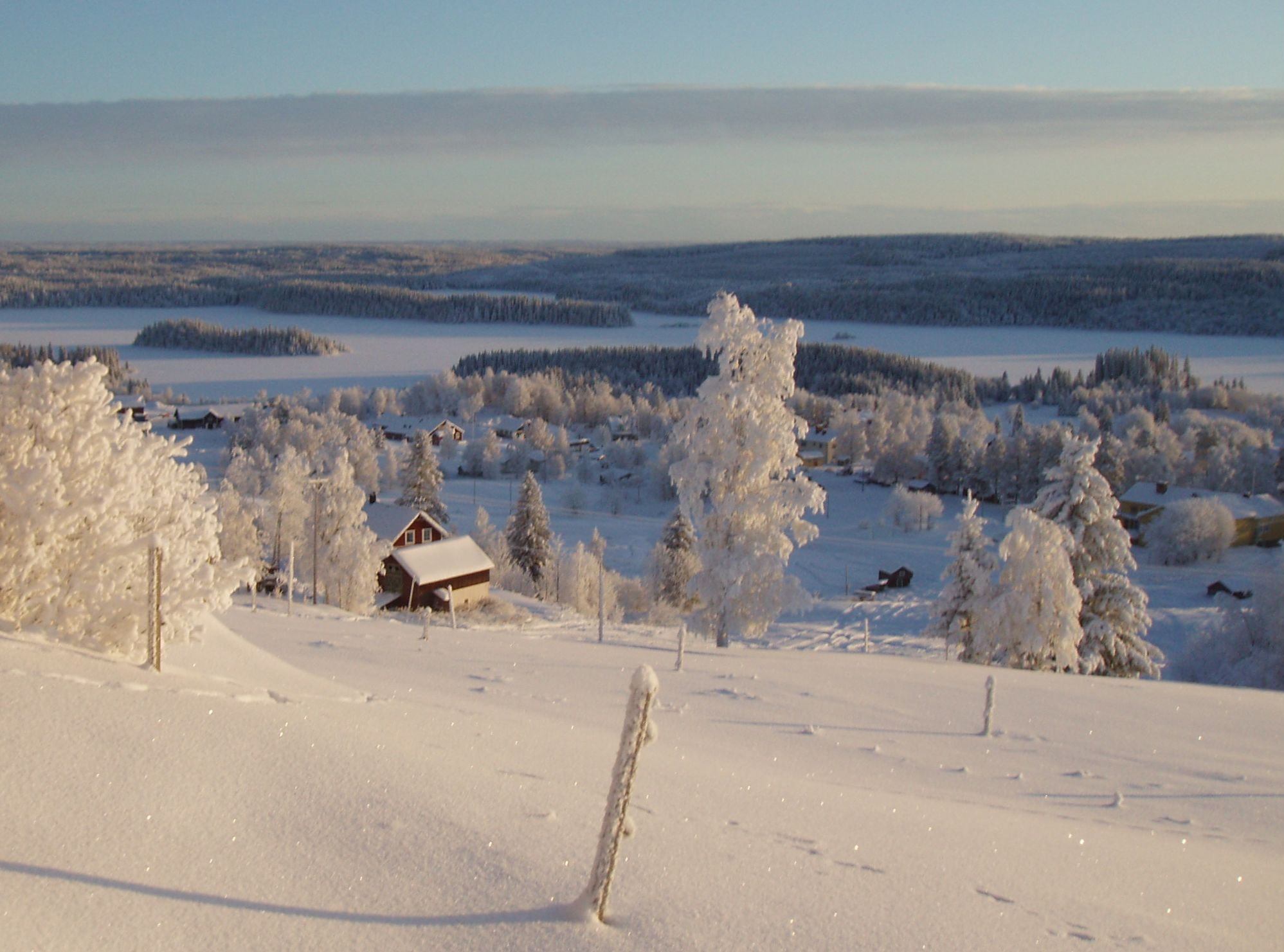
Laxsjö en hiver
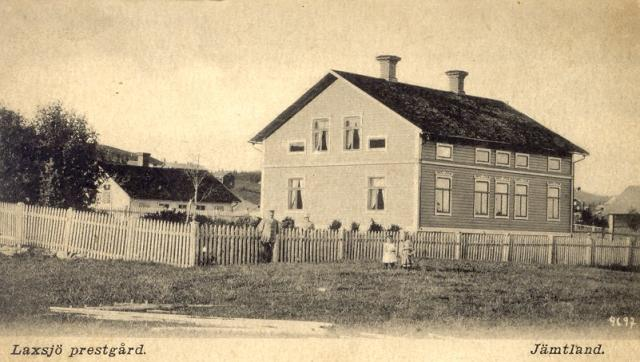
Le presbytère de Laxsjö
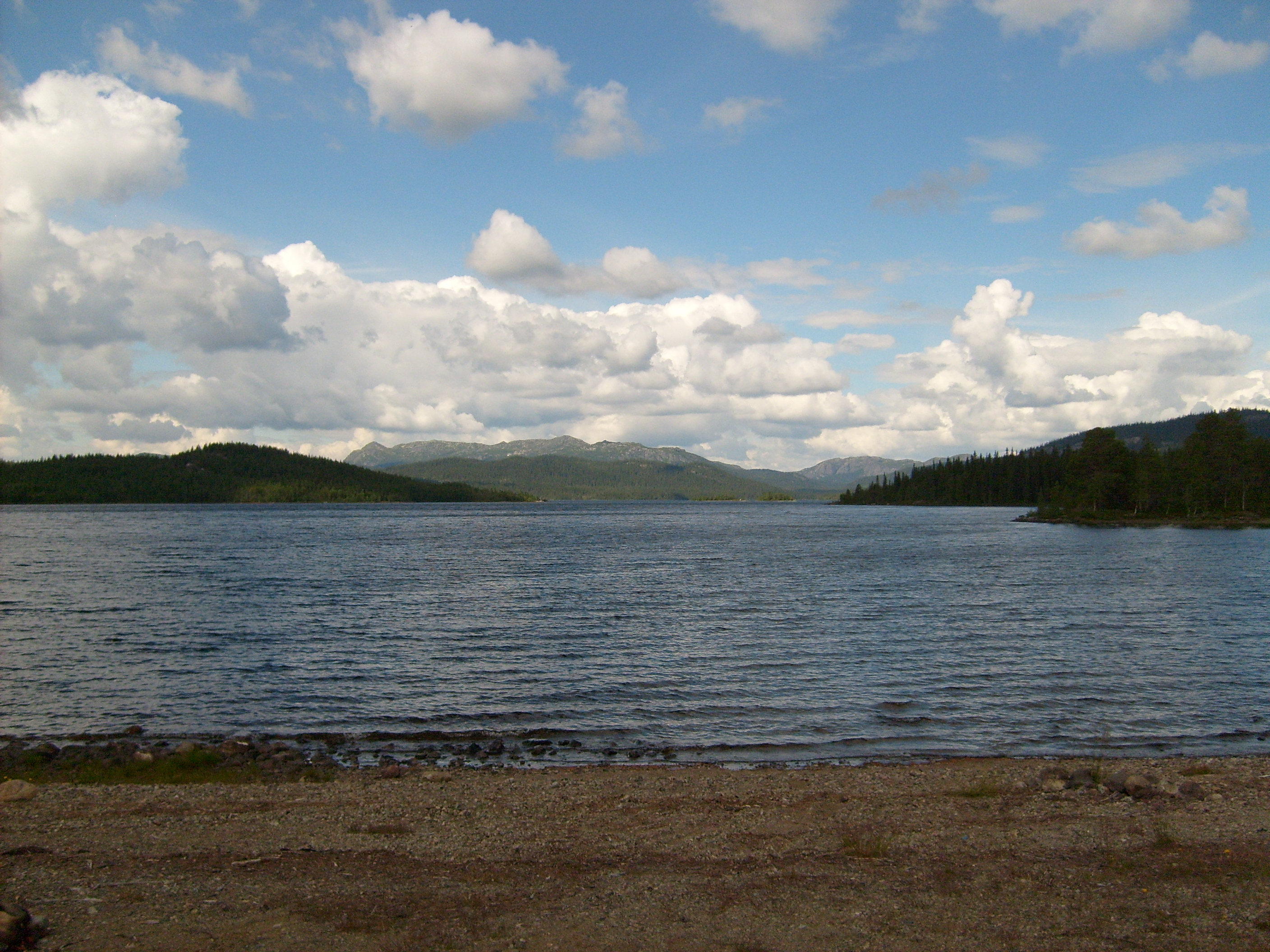
Lakavattnet, Storåbränna
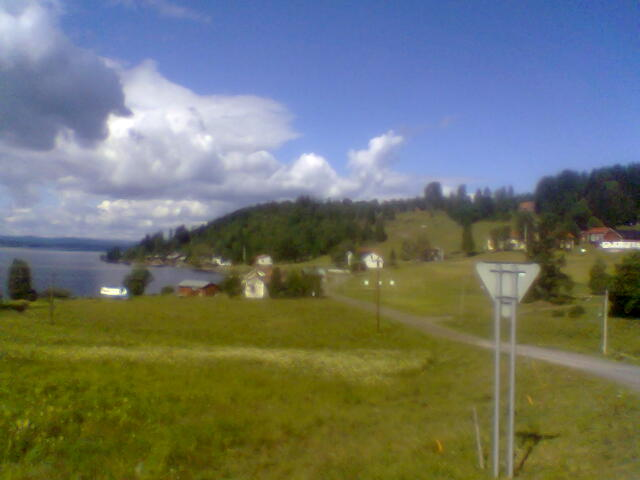
Laxviken